# Bosznia-Hercegovina iszlamizációja
Bosznia-Hercegovina iszlamizációja a 15. század második felében kezdődött. Bosznia oszmán meghódítása után az egykori Bosnyák Királyság lakosságának jelentős része tért át az iszlám hitre, ami a tartománynak egyedülálló jelleget adott a balkáni régióban. Több mint száz évnek kellett eltelnie ahhoz, hogy az iszlám többségi vallássá váljon. Sok tudós egyetért abban, hogy a boszniai lakosság iszlamizálódása nem volt erőszakos, hanem a többnyire békés és önkéntes úton ment végbe.

## Háttér
Az iszlamizációs folyamat mögött több tényező állt. A legfontosabb az volt, hogy a kereszténységnek Boszniában az oszmán uralom előtt viszonylag sekély gyökerei voltak. Boszniában nem volt erős keresztény egyházi szervezet ahhoz, hogy erős követőket tudjon szerezni – a papok szűkössége, az ortodox és római katolikus egyházak közötti verseny, valamint a szakadár boszniai egyház következménye, amelynek szervezete röviddel az oszmánok érkezése előtt összeomlott. Emiatt a legtöbb ember vallásilag elbizonytalanodott és fogékony volt iszlám befogadására. Ezt a fogékonyságot segítette, hogy sok emberben kialakult egyfajta népi kereszténység, amelynek középpontjában a különféle népi vallási gyakorlatok és szertartások állnak, és amely adaptálható volt a népi iszlámnak az invázió idején népszerű formájához.
Az egyik elmélet, hogy miért volt elterjedtebb Boszniában az iszlámra való áttérés, mint a Balkán más helyein, az a lehetőség, hogy a boszniai egyház gyakorolta a bogumilizmust. A bogumilizmust a katolikus egyház jelentős eretnekségként tartotta számon, és amely ellen XXII. János pápa 1325-ben még keresztes hadjáratot is indított. Így a boszniai egyház számos híve fogékonyabb volt az iszlámra való áttérésre. Valójában a bogumil hagyományban több olyan gyakorlat is volt, amely hasonlított az iszlámhoz: elutasították a keresztet, mint vallási jelképet és úgy vélték, hogy bálványimádás leborulni vallásos képek, ereklyék vagy szentek előtt, sőt még naponta ötször imádkozni is. A történészek körében azonban nem általánosan elfogadott, hogy a boszniai egyház bogumilista lett volna.
Ezt az elméletet néhány történész is támogatja, de más történészek ezt a tények túlzott leegyszerűsítésének tartják. Hangsúlyozzák, hogy minden keresztény felekezetű bosnyák egyházból tértek át az iszlámra, beleértve a katolikus és ortodox egyházakat is, és nem csak a bosnyák egyházból. Ezenkívül Bosznia lakosságának nagy része nem tartozott a boszniai egyházhoz. Végül az oszmán uralom alatt jelentős vallási áttérések történtek, több irányban is: sok katolikus tért át az ortodox vallásra és fordítva. John Fine történész szerint azért volt elterjedtebb az iszlámra való áttérés Boszniában (és Albániában), szemben az oszmán fennhatóság alatt álló többi területtel, mert ezeken a területeken több, egymással versengő egyház volt, amelyek közül egyik sem volt domináns. Így a bosnyákok kevésbé voltak odaadó keresztények, mint a többi balkáni.
Egy másik tény, amiben Bosznia különbözött az oszmán uralom alatti Balkán többi részétől, hogy az oszmán időszak nagy részében Bosznia határmenti tartomány volt, amely a birodalom legfontosabb ellenségeivel – Ausztriával, Magyarországgal és Velencével – nézett farkasszemet. Bosznia északi és nyugati része elnéptelenedett területeinek feltöltésére az oszmánok nagyszámú, Szerbiából és Hercegovinából szívós, katonai képességekkel rendelkező népesség bevándorlását bátorították. E telepesek egy része latin anyanyelvű vlach volt, akik még a szláv lakosság betelepülése előttről maradtak itt, és állattenyésztésre, lótenyésztésre, nagy távolságú kereskedelemre és harcokra szakosodtak. A legtöbben a szerb ortodox egyház tagjai voltak. Az oszmán hódítás előtt ennek az egyháznak a Hercegovinán kívüli boszniai földeken és a Drina völgyének keleti sávjában nagyon kevés híve volt. Nincs egyértelmű bizonyíték arra, hogy 1463 előtt Bosznia középső, északi vagy nyugati részén ortodox templomok épültek volna. A 16. század folyamán azonban több ortodox kolostor is épült Bosznia ezen részein, nyilvánvalóan az újonnan letelepedett ortodox lakosság kiszolgálására.
A muszlimmá válást a gazdasági és társadalmi haszonszerzés is ösztönözte: az iszlámra való áttérés gazdasági és társadalmi státuszt biztosított. Az oszmánok által bevezetett feudális rendszerben csak azok szerezhettek és örökölhettek földet és tulajdont, akik áttértek az iszlámra, ami politikai jogokat biztosított számukra, ezt a státuszt a nem muszlimoktól általában megtagadták. Számos keresztény nemes azonban az oszmán uralom korai szakaszában az Oszmán Birodalom oldalán harcolva meg tudta őrizni birtokait, ami arra utal, hogy birtokaik megtartása nem volt jelentős ösztönző az iszlámra való korai áttéréshez. Alacsonyabb társadalmi-gazdasági szinten a legtöbb új iszlám hitre áttérő birtokát szabad birtoklású gazdasággá tudta alakítani. A társadalmi-gazdasági létra legalján a jobbágyok álltak, akik a lakosság többségét tették ki, és túlnyomórészt keresztények voltak. Ráadásul az oszmán államapparátusban csak muszlimok tölthettek be tisztséget, ami különleges kiváltságokat és sokkal magasabb életszínvonalat biztosított. A muszlimok jogi kiváltságokat is élveztek: a keresztények ugyanis nem perelhettek muszlimokat, és tanúvallomásukat sem használhatták fel a bíróságon a muszlimok ellen.
Az iszlámra való fokozatos áttérés különböző területeken és csoportok között eltérő ütemben zajlott. Az iszlámra való áttérés gyorsabb volt a városi területeken, amelyek a tanulás és az oszmán közigazgatás központjai voltak, mint vidéken. A kereskedők is előnyösnek találták az iszlámra való áttérést, mert muszlimként nagyobb mozgásszabadságot és állami védelmet nyertek áruik számára. Sok hivatásos katona is áttért az iszlám hitre, annak érdekében, hogy gyorsabban előléphessen. A 17. századra Bosznia lakosságának többsége már muszlim volt.
A muszlimok számára fenntartott különféle előnyök és kiváltságok, valamint az általuk ösztönzött nagyszámú megtérés a bennszülött lakosság körében idővel egy nagyrészt helyi muzulmán uralkodó osztály kialakulásához vezetett, amely uralta a politikai és gazdasági hatalmat Bosznia-Hercegovinában. A későbbi oszmán időszakban Bosznia a keresztény hatalmak által visszahódított területekről (főleg Horvátország, Magyarország és Szlovénia területeiről) vonzotta a muszlim menekülteket. Néhányan azért tértek át az iszlámra, hogy elkerüljék a devşirme adót (amikor a keresztény családok fiait katonai szolgálatra vitték). Ugyanakkor egyes muzulmán családok inkább besoroztatták fiaikat, például a janicsáriskolába, mivel ez lehetőséget adott nekik, hogy iskolába járjanak és szakmailag előrehaladjanak.
Bosznia iszlamizálódásának másik módja a bevándorlás volt. Az 1600-as évek végén török kiűzése során az Oszmán Birodalom elvesztette az uralmat Magyarország nagy részén és az északnyugat-Balkán egyes részein. Ezekből a régiókból sok muszlim a Balkán más részeire, köztük Boszniába menekült.

## Fordítás
- Ez a szócikk részben vagy egészben  az   Islamization of Bosnia and Herzegovina című angol Wikipédia-szócikk ezen változatának fordításán alapul.  Az eredeti cikk szerkesztőit annak laptörténete sorolja fel. Ez a jelzés csupán a megfogalmazás eredetét és a szerzői jogokat jelzi, nem szolgál a cikkben szereplő információk forrásmegjelöléseként.